# Stiby församling
Stiby församling var en församling i Österlens kontrakt i Lunds stift. Församlingen låg i Simrishamns kommun i Skåne län och ingick i Borrby, Hammenhög och Stiby pastorat. Församlingen uppgick 2017 i Gärsnäs församling.

## Administrativ historik
Församlingen har medeltida ursprung. Den 16 mars 1667 införlivades en äldre Gärsnäs församling.
Församlingen var till 16 mars 1667 moderförsamling i pastoratet Stiby och Gärsnäs för att därefter till 1 maj 1930 utgöra ett eget pastorat, dock från 27 juli 1814 i praktiken i pastorat med S:t Olofs församling. Från 1 maj 1930 till 2003 var församlingen moderförsamling i pastoratet Stiby och Östra Vemmerlöv som från 1962 även omfattade Östra Tommarps och Bolshögs församlingar. Församlingen införlivade 2003 församlingarna Östra Vemmerlöv, Östra Tommarp och Bolshög och utgjorde därefter till 2008 ett eget pastorat för att från 2008 till 2013 vara i pastorat med Hammenhögs församling under namnet Hammenhög-Stiby pastorat. Från 2013 ingick församlingen i Borrby, Hammenhög och Stiby pastorat. Församlingen uppgick 2017 i Gärsnäs församling.

## Kyrkor
- Bolshögs kyrka
- Stiby kyrka
- Östra Tommarps kyrka
- Östra Vemmerlövs kyrka